# 48842 Alexmazzanti
48842 Alexmazzanti è un asteroide della fascia principale. Scoperto nel 1998, presenta un'orbita caratterizzata da un semiasse maggiore pari a 3,1439584 au e da un'eccentricità di 0,0790332, inclinata di 15,71022° rispetto all'eclittica.

L'asteroide è dedicato all'astronomo amatoriale italiano Alessandro (Alex) Mazzanti, presidente del Gruppo Astrofili Montelupo.